# 滝川警察署
座標: 北緯43度33分25.2秒 東経141度54分55.6秒 / 北緯43.557000度 東経141.915444度
滝川警察署（たきかわけいさつしょ）は、北海道警察本部が管轄する札幌方面の警察署の一つである。署長の階級は警視。

## 管轄区域
- 滝川市
- 砂川市
- 樺戸郡 新十津川町、浦臼町
- 空知郡 奈井江町、上砂川町

## 沿革

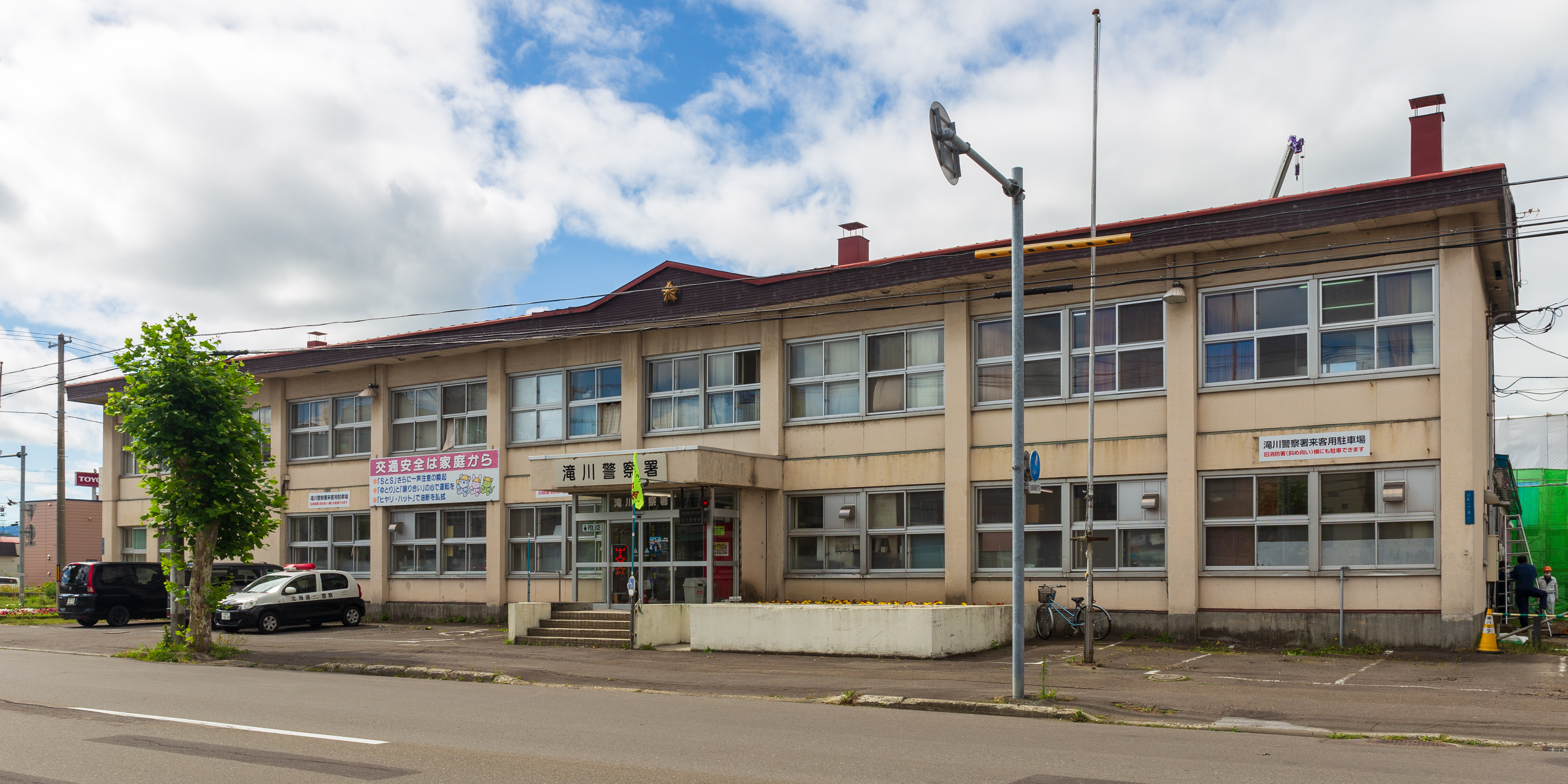
旧庁舎（2019年7月22日撮影）

- 1890年（明治23年） 滝川村空知太に札幌警察署（現在の中央警察署）空知太巡査駐在所として設置される。
- 1916年（大正5年） 滝川警察署に昇格する。
- 1948年（昭和23年） 国家地方警察の滝川地区警察署と自治体警察の滝川町警察署に分割される。
- 1954年（昭和29年） 北海道警察に統合され、北海道警察札幌方面滝川警察署となる。
- 2005年（平成17年） 管轄区域であった浜益村が石狩市に編入されたため、旧浜益村区域は北警察署に移管される。
- 2020年（令和2年） 4月1日 - 砂川警察署と統合。砂川警察署は滝川警察署砂川警察庁舎となる[1]。
- 2021年（令和3年）1月18日 - 滝川警察署新庁舎（現在の庁舎）の運用を開始する[2]。

## 組織
- 署長（警視）
- 副署長（警視）
  - 警務課（警務係、犯罪被害者支援係、相談係、管理係）
  - 会計課（会計係）
- 刑事・生活安全官
  - 刑事第一課（指導係、強行犯係、盗犯係、鑑識係）
  - 刑事第二課（知能犯係、組織犯罪対策係、薬物銃器対策係）
  - 生活安全課（生活安全係、少年係、生活経済・保安係、許可係）
- 地域・交通官
  - 地域課（企画係、地域係、自動車警ら係）　
  - 交通課（企画・規制係、指導係、捜査係）
- 警備課（公安係、外事係）

## 警察庁舎・交番・駐在所
括弧内は所在地を表す。

### 滝川市
- 駅前交番（滝川市栄町3丁目11-2）
- 黄金町交番（滝川市黄金町東1丁目1-1）
- 明神交番（滝川市明神町2丁目1-22）
- 泉町駐在所（滝川市泉町1丁目11-35）
- 江部乙駐在所（滝川市江部乙町東12丁目1-6）
- 北滝の川駐在所（滝川市滝の川町西8丁目1-32）
- 東滝川駐在所（滝川市東滝川町2丁目1-1）

### 砂川市
- 砂川警察庁舎（砂川市西1条南12丁目1-5）
- 砂川駅前交番（砂川市東2条北2丁目1-21）
- 空知太駐在所（砂川市空知太東1条2丁目375-8）

### 浦臼町
- 浦臼駐在所（樺戸郡浦臼町字浦臼内172-61）
- 晩生内駐在所（樺戸郡浦臼町字晩生内228-661）

### 上砂川町
- 上砂川駐在所（空知郡上砂川町254-4）
- 下鶉駐在所（空知郡上砂川町字下鶉38-12）

### 新十津川町
- 新十津川町駐在所（樺戸郡新十津川町字中央311-1）
- 花月駐在所（樺戸郡新十津川町字花月196-14）
- 大和駐在所（樺戸郡新十津川町字大和93-15）

### 奈井江町
- 奈井江交番（空知郡奈井江町字奈井江227-19）

## 砂川警察庁舎
滝川警察署砂川警察庁舎（たきかわけいさつしょ すながわけいさつちょうしゃ）は、滝川警察署管内の分庁舎。

### 概要
2020年4月1日、砂川警察署が滝川警察署と統合したことに伴い、現在地に新築し、警察署の分庁舎として運用を開始。
24時間3交替制でパトロール活動等にあたる自動車警ら係が配置されている。